# Маник, Сайфуддин Ахмед
Сайфуддин Ахмед Маник (бенг. সাইফউদ্দিন আহমেদ মানিক, англ. Saifuddin Ahmed Manik, 24 июня 1939 — 17 февраля 2008) — бангладешский революционер, участник национально-освободительной борьбы против Пакистана, генеральный секретарь ЦК Коммунистической партии Бангладеш.

## Биография

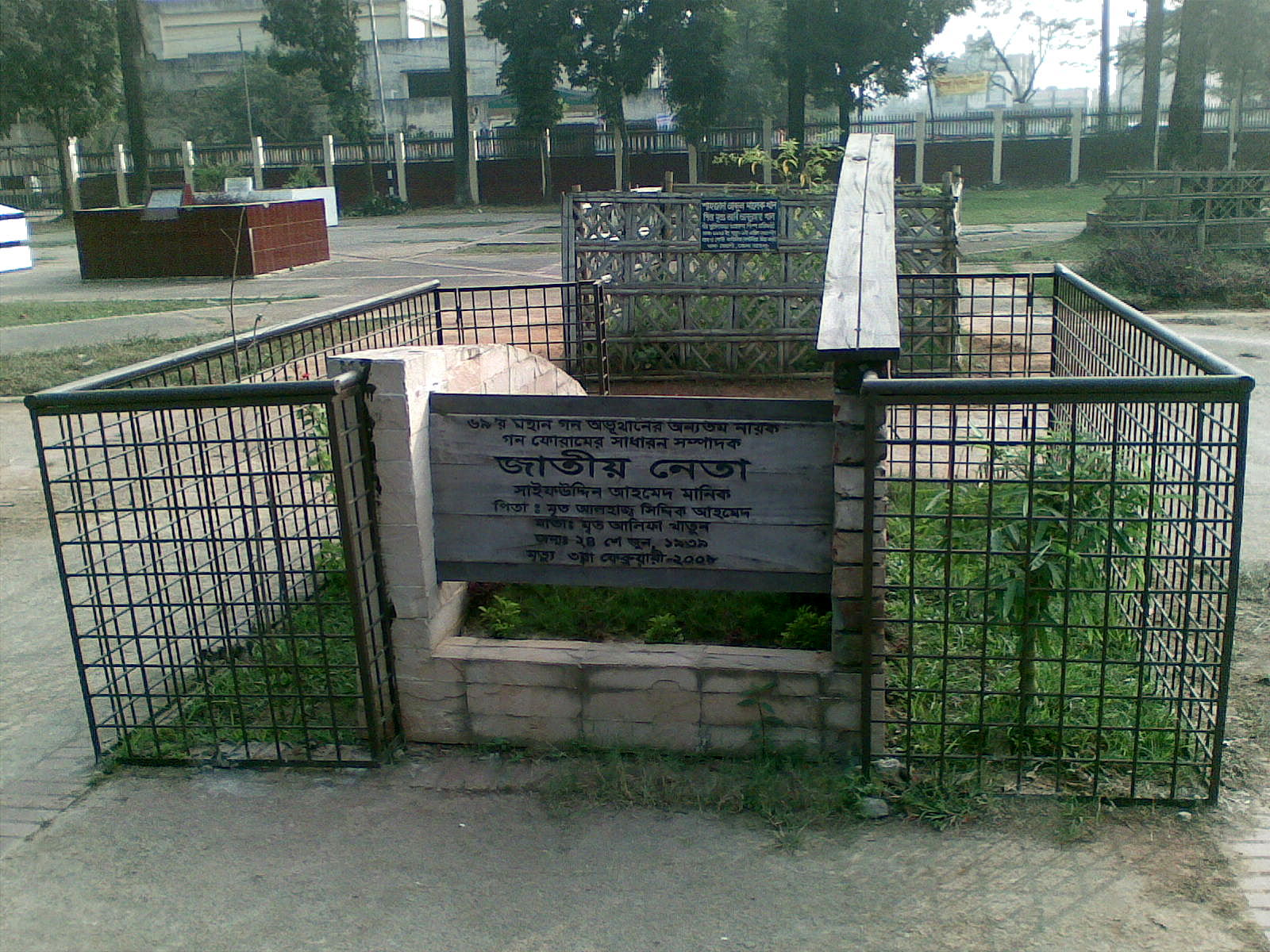
Могила Сайфуддина Ахмеда Малика

Принял активное участие в студенческом движении в 1953 году, когда учился в Даккском университете. В 1964 году присоединился к Коммунистической партии Восточного Пакистана. Участвует в войне за независимость Бангладеш. Руководит Профсоюзным центром Бангладеш (1972—1988). С 1973 года — член ЦК КПБ. В 1987 году избран заместителем, а в 1988 году генеральным секретарём КПБ. В 1993 году, вместе с Камалем Хоссаином, участвует в создании «Народного форума» (политическое объединение отколов от КПБ и Авами Лиг), который и возглавляет в том же году.